# 日本ポリケム
日本ポリケム株式会社（英文名称Japan polychem Corporation.）は、東京都千代田区に本社を置く三菱ケミカル100%出資の純粋持株会社（中間持株会社）。
日本ポリプロ、日本ポリエチレン、ダイヤテックス、Mytex Polymers US Corpの4社を傘下に持つ。

## 子会社
- 日本ポリプロ - 出資比率は日本ポリケム65%、JNC石油化学35％。ポリプロピレン樹脂の製造・開発、製造技術ライセンス事業を行う。
- 日本ポリエチレン - 出資比率は日本ポリケム58%、日本ポリオレフィン42％。ポリエチレン樹脂の製造を行う。
- ダイヤテックス - 出資比率は日本ポリケム50.5%など。農業・土木用ビニールや粘着テープの製造を行う。
- Mytex Polymers US Corp - 出資比率は日本ポリケム100%。

## 事業所
- 本社 - 〒100-8251 東京都千代田区丸の内1-1-1 パレスビル
- 知的財産部（川崎） - 〒210-0865　神奈川県川崎市川崎区千鳥町3-1
- ポリオレフィン基盤技術センター・知的財産部（四日市） - 〒510-0848　三重県四日市市東邦町1